# イルビド県
イルビド県（イルビドけん、アラビア語: إربد）は、ヨルダンを構成する県（ムハファザ）の1つである。
シリアとの国境にある、ヨルダン最北の県。県都はイルビド。主な産業は農業のほか、イルビドには大学や企業が集まっており、ペラ（Pella）、ベイト・ラス（Biet Ras）、ウム・カイス（Umm Qais、古代のガダラ）など、デカポリスと呼ばれた古代都市遺跡などを巡る観光も盛ん。イルビド県はアンマン県に次ぎ人口が多く、人口密度も高い。

## 隣接する県
- マフラク県
- ジャラシュ県
- アジュルン県
- バルカ県
- トゥーバース県
- 北部地区 (イスラエル)
- クネイトラ県
- ダルアー県

## 下位行政区画

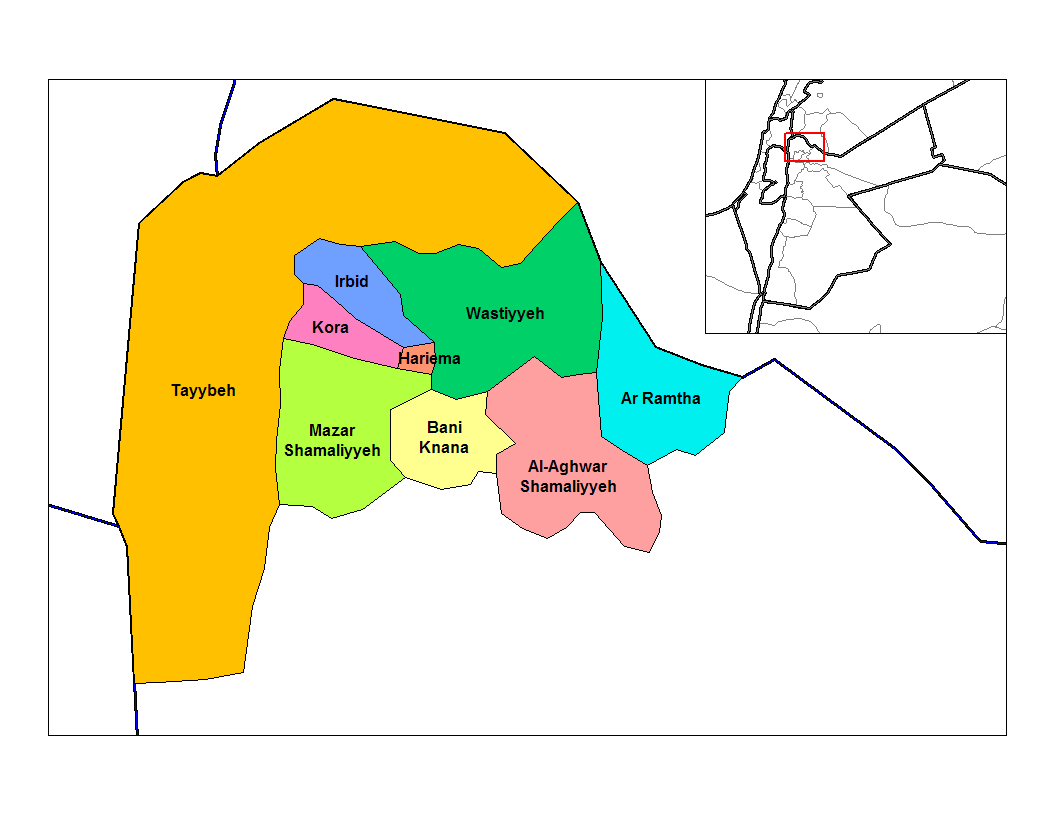
イルビド県の郡

- لواء الأغوار الشمالية (Liwā' al Aghwār ash Shamālīyah) (Al-Āghwār ash-Shamāliyah)
- لواء الكورة (Liwā' al Kūrah) (Al-Kourah District)
- لواء المزار الشمالي (Liwā' al Mazār ash Shamālī) (Al-Mazār ash-Shamālī)
- لواء الوسطية (Liwā' al Wasaţīyah) (Al-Wasṭīyah)
- لواء الرمثا (Liwā' ar Ramthā) - 中心都市：アル・ラムサ
- لواء الطيبة (Liwā' aţ Ţayyibah) (Aṭ-Ṭaībah)
- لواء بني عبيد (Liwā' Banī ‘Ubayid) (Banī 'Obeīd)
- لواء بني كنانة (Liwa' Banī Kinānah) (Bani Kinanah district)
- لواء قصبة إربد (Liwā' Qaşabat Irbid) (Qaṣabah Irbid)